# Antonio Rizzo (scultore)
Antonio Rizzo (Osteno, 1430 circa – Cesena, 1499) è stato uno scultore e architetto italiano.
Fu uno dei massimi scultori attivi a Venezia della seconda metà del Quattrocento.

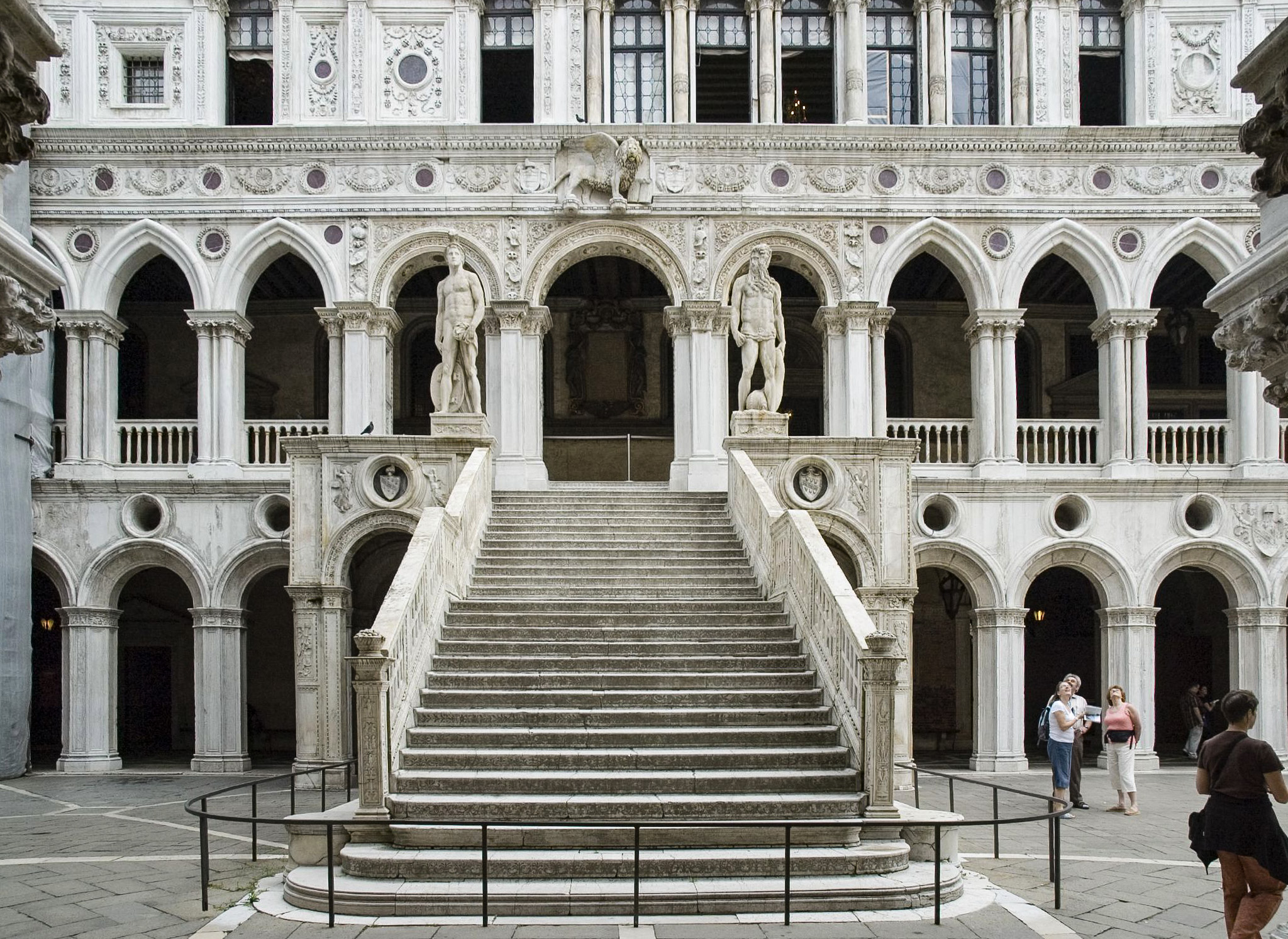
Venezia, Palazzo Ducale, Scala dei Giganti, di Antonio Rizzo.

## Biografia
Figlio di Rizzo (Ritius) di ser Giovanni ed originario di Osteno, compì il suo apprendistato sul cantiere della Certosa di Pavia, dove gli sono attribuite alcune terrecotte del chiostro grande. A partire dal 1457 lavorò a Venezia nella bottega del conterraneo Antonio Bregno.
Influssi del maestro comasco e persistenze gotiche si notano nell'Annunciazione, nelle Allegorie e nelle Virtù che scolpì nel 1464 circa per il monumento funebre del doge Francesco Foscari nella chiesa di Santa Maria dei Frari.
Verso il 1467 decorò il portale della chiesa di Sant'Elena con il gruppo di Vittore Cappello inginocchiato davanti a sant'Elena, caratterizzato da un vibrante realismo derivato dai rinnovati contatti di Rizzo con l'ambiente lombardo, al quale egli rimase legato fino al 1465 per la fabbrica della Certosa di Pavia. Già di gusto vagamente rinascimentale sono le statue del coronamento dell'"Arco Foscari" a Palazzo Ducale, eseguite dal 1467 al 1471.
Nel 1474 fu mandato a Scutari, attaccata dai Turchi, a migliorare le opere di fortificazione. I turchi vennero sconfitti e lui si guadagnò una pensione per sé e per i figli, nonché svariate ferite in battaglia.

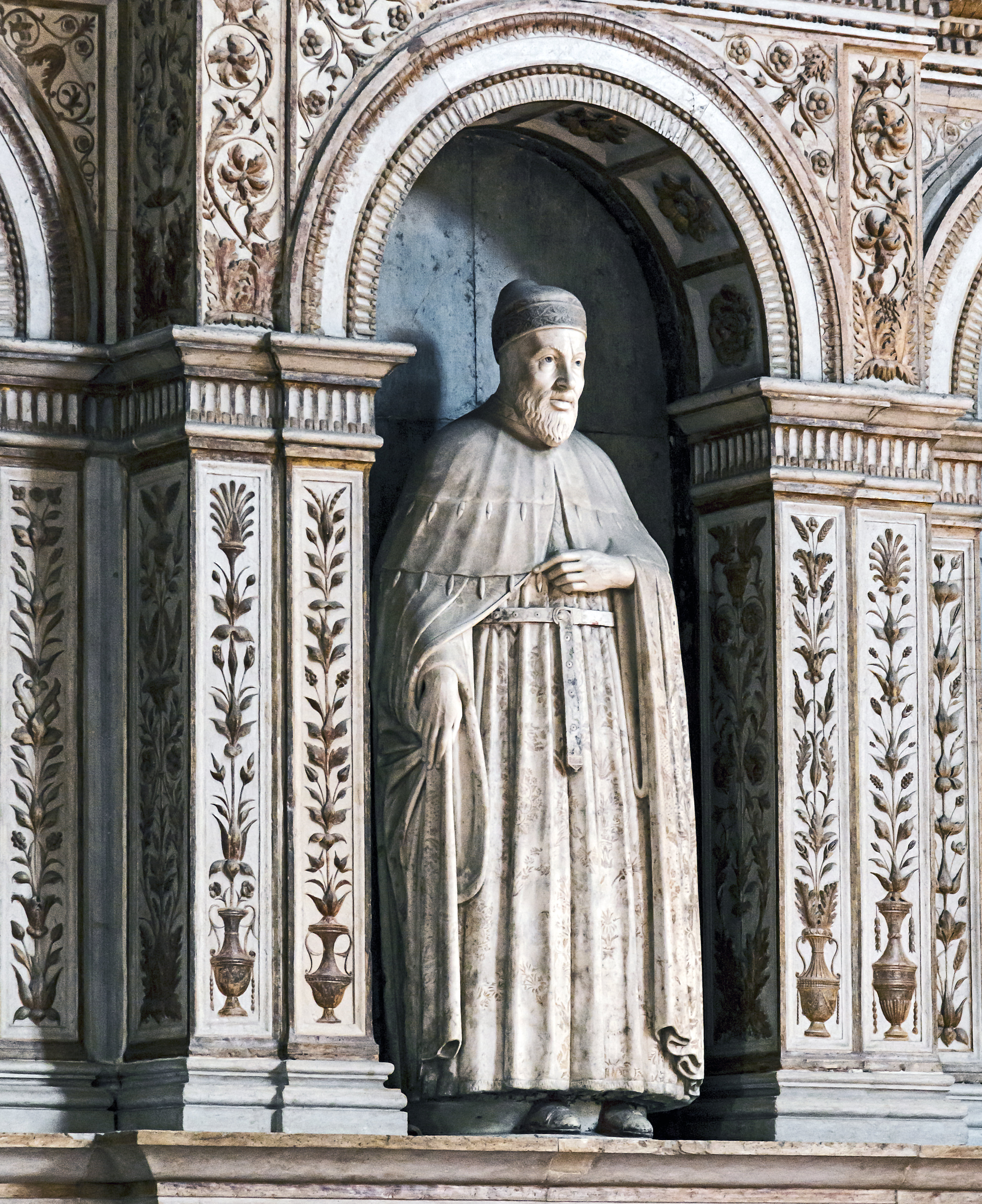
Statua del doge Tron ai Frari

Con la presenza di Antonello da Messina a Venezia nel 1475, il suo stile subì un'evoluzione, caratterizzato da una maggiore nettezza di volumi e una geometrizzazione delle forme, che si incontrano nelle sue sculture del 1476, quali il monumento al doge Tron pure ai Frari e le statue di Adamo e di Eva dell'Arco Foscari, esperimenti di grande vigore e naturalismo. Allo stesso periodo risale anche la statua di Marte, terminata tra il 1490 e il 1495, vicina alle stampe di Alberto Dürer allora presente a Venezia.
Pochi anni prima, nel 1484, era stato nominato Proto della fabbrica del Palazzo Ducale e si occupò di sistemare le Procuratie Vecchie con la collaborazione di Guglielmo della Porta da Porlezza.
L'ultima sua maniera, la più classicheggiante, è rappresentata dalle sculture nella facciata interna di Palazzo Ducale, di cui curò il rifacimento dopo l'incendio, dal 1483 al 1498, dando i piani generali dell'ala nuova sul cortile e del rifacimento dell'appartamento dogale con l'esecuzione della facciata e della Scala dei Giganti, che dispose in asse con l'Arco Foscari.
Altra opera di questo periodo è il rifacimento della facciata posteriore del Palazzo Ducale (quella che affaccia sul Canale dei Sospiri).
Queste opere sono caratterizzate dalla complessa ramificazione di bassorilievi di un naturalismo empirico di tradizione lombarda e nel contempo altamente espressivo.
Accusato di peculato ed inseguito dai giudici per processarlo, nel 1498 dovette riparare a Foligno - ove si sa che dettò alcune disposizioni patrimoniali per il figlio Simplicio ed in favore della moglie Maria rimasti a Venezia - e poi a Cesena, ove sembra che morì l'anno seguente.